# Edwin Westenberger
Edwin Westenberger (* 15. Oktober 1948; † 8. November 2002) war ein deutscher Fußballspieler. In der Fußball-Bundesliga absolvierte der Abwehrspieler 64 und in der 2. Bundesliga 281 (10) Spiele.

## Laufbahn
Der Defensivspieler Edwin Westenberger war über die Stationen FV Neuenhain und Eintracht Frankfurt (Amateure) zur Runde 1971/72 an das Stadion am Böllenfalltor zu den "Lilien" des SV Darmstadt 98 gekommen. Unter Trainer Udo Klug entwickelte sich in der Zweitklassigkeit der Fußball-Regionalliga Süd eine spielstarke Mannschaft. Westenberger bildete als zweikampfstarker Vorstopper mit Libero Walter Bechtold die Zentrale der Defensive. In der zweiten Saison, 1972/73, gewann Darmstadt die Meisterschaft in der Regionalliga Süd und zog damit in die Aufstiegsrunde zur Fußball-Bundesliga ein. Die Mannschaft um den Angreifer Willi Lippens, Rot-Weiss Essen, setzte sich als Aufsteiger durch und Westenberger trat auch im letzten Jahr der alten zweitklassigen Regionalliga, 1973/74, im damaligen Unterbau der Bundesliga an. Zum Abschluss belegte man in der Regionalliga den vierten Rang und war damit für die neu eingeführte 2. Fußball-Bundesliga zur Saison 1974/75 qualifiziert. Von 1971 bis 1974 hatte Westenberger 104 Ligaspiele in der Regionalliga Süd für Darmstadt absolviert. Er kam darin auch zu drei Toren, die er alle in der ersten Saison erzielte.
Am ersten Spieltag in der zweigleisigen 2. Bundesliga, am 3. August 1974, gehörte er auch der "Lilien"-Elf an, die beim 1. FC Saarbrücken beim Startspiel eine 0:1-Niederlage hinnehmen musste. Am Rundenende stand Darmstadt nach 38 Punktspielen auf dem zehnten Rang und Westenberger hatte 31 Pflichtspiele absolviert und dabei ein Tor erzielt. Als im Spieljahr 1977/78 unter Trainer Lothar Buchmann der Meisterschaftsgewinn vor dem 1. FC Nürnberg gelang und damit der Aufstieg in die 1. Bundesliga vollzogen war, hatte der Abwehrrückhalt alle 38 Ligaspiele bestritten.
Das Bundesligadebüt am 12. August 1978 endete für Darmstadt und Vorstopper Westenberger mit einem 0:0-Remis im Heimspiel gegen Hertha BSC. Am Rundenende stieg Darmstadt aber mit 21:47 Punkten umgehend in die 2. Liga ab. Gemeinsam mit Torhüter Dieter Rudolf und den zwei Feldspielerkollegen Jürgen Kalb und Willibald Weiss hatte er alle 34 Ligaspiele in der Bundesliga bestritten.
Edwin Westenberger begann seine Karriere 1971 beim SV Darmstadt 98, mit dem er zweimal in die Bundesliga aufstieg und bei dem er bis zum Juni 1984 blieb. 
Mit seinen insgesamt 449 Einsätzen und 13 Toren gilt er als eine Darmstädter Fußballlegende.
Edwin Westenberger verstarb am 8. November 2002.

## Spielstatistik
| Saison  | Liga                     | Mannschaft      | Spiele | Tore |  |
| 1983/84 | 2. Bundesliga            | SV Darmstadt 98 | 27     | 0    |  |
| 1982/83 | 2. Bundesliga            | SV Darmstadt 98 | 33     | 0    |  |
| 1981/82 | 1. Bundesliga            | SV Darmstadt 98 | 30     | 0    |  |
| 1980/81 | 2. Bundesliga            | SV Darmstadt 98 | 37     | 2    |  |
| 1979/80 | 2. Bundesliga            | SV Darmstadt 98 | 40     | 2    |  |
| 1978/79 | 1. Bundesliga            | SV Darmstadt 98 | 34     | 0    |  |
| 1977/78 | 2. Bundesliga            | SV Darmstadt 98 | 38     | 1    |  |
| 1976/77 | 2. Bundesliga            | SV Darmstadt 98 | 38     | 3    |  |
| 1975/76 | 2. Bundesliga            | SV Darmstadt 98 | 37     | 1    |  |
| 1974/75 | 2. Bundesliga            | SV Darmstadt 98 | 31     | 1    |  |
| 1973/74 | Fußball-Regionalliga Süd | SV Darmstadt 98 | 34     | 0    |  |
| 1972/73 | Fußball-Regionalliga Süd | SV Darmstadt 98 | 34     | 0    |  |
| 1971/72 | Fußball-Regionalliga Süd | SV Darmstadt 98 | 36     | 3    |  |
| Gesamt  | 1. Bundesliga            |                 | 64     | 0    |  |
| Gesamt  | 2. Bundesliga            |                 | 281    | 10   |  |
| Gesamt  | Regionalliga Süd         |                 | 104    | 3    |  |